# Ropica evitata
Ropica evitata är en skalbaggsart som beskrevs av Francis Polkinghorne Pascoe 1865. Ropica evitata ingår i släktet Ropica och familjen långhorningar. Inga underarter finns listade i Catalogue of Life.